# René Küng
René Küng (* 2. Juni 1934 in Allschwil) ist ein Schweizer Bildhauer.

## Leben und Werk

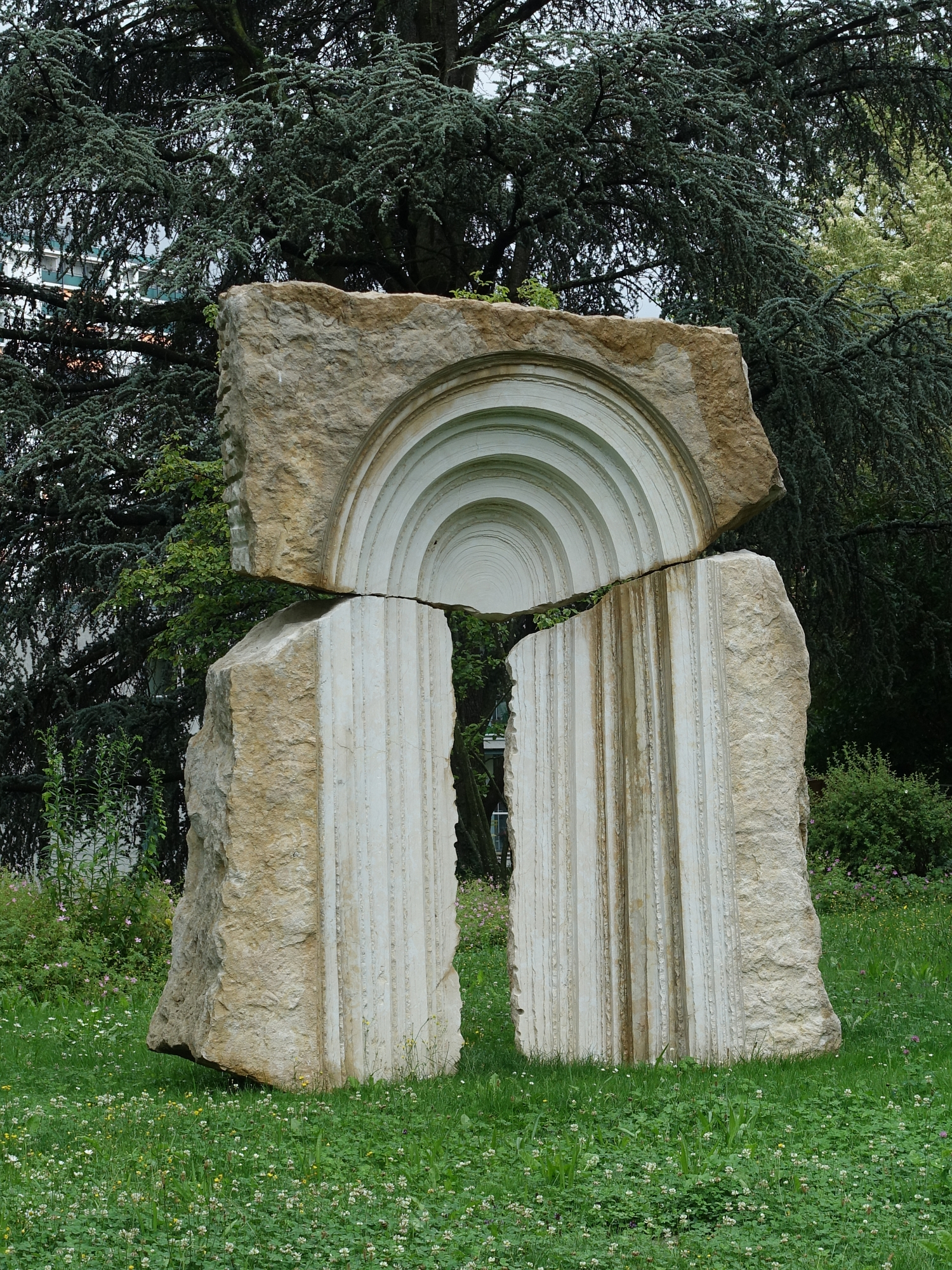
Steintor 1985. Bethesda Spital Park, Basel

René Küng wuchs in Allschwil auf und besuchte 1950 den Vorkurs an der Kunstgewerbeschule Basel. Von 1952 bis 1955 machte er eine Steinmetzlehre und übte darauf eineinhalb Jahre den erlernten Beruf aus. Unter anderem wirkte er bei der Restaurierung des Basler Münsters mit. 1954 erhielt er das Eidgenössische Kunststipendium. 1958 begann er als Bildhauer zu arbeiten. Von 1964 bis 1968 war er Lehrer für Bildhauerei an der Kunstgewerbeschule Basel. Zu seinen damaligen Schülern gehörten unter anderem Reinhard Klessinger und Adelheid Hanselmann.
Seit 1968 ist Küng ausschliesslich freischaffend tätig. Seit 1980 wohnt er in Schönenbuch. Seit 1966 hatte er zahlreiche Ausstellungsbeteiligungen und seit 1975 auch Einzelausstellungen. Werke von ihm wurden von öffentlichen Sammlungen, wie dem Kunstmuseum Bern, dem Aargauer Kunsthaus und dem Museum zu Allerheiligen in Schaffhausen, erworben. In letzterem hatte er 1990 die Einzelausstellung Skulpturen, 1985–1990.
Zahlreiche Werke von Küng finden sich auch im öffentlichen Raum und in Kirchen, vor allem in der Schweiz, aber auch in Griechenland, Irland und den USA.
1992 erhielt Küng den Kulturpreis des Kantons Basel-Landschaft, Sparte Bildende Kunst.
Anlässlich der Retrospektive im Park von Ebenrain von August 2024 bis August 2025, erschien die Publikation René Küng. Zwischen Mond und Sonne.

## Werke
- 1965: Steinmetzarbeiten nach Entwürfen von Hans Arp in der Kirche St. Peter und Paul, Oberwil[7]
- 1965: Hirsch Gemeindeverwaltung Therwil
- 1966: Eichentür der Hauptkirche in Ennetbaden[8]
- 1968: Äcker, Holzrelief, 1968. Primarschule Allschwil

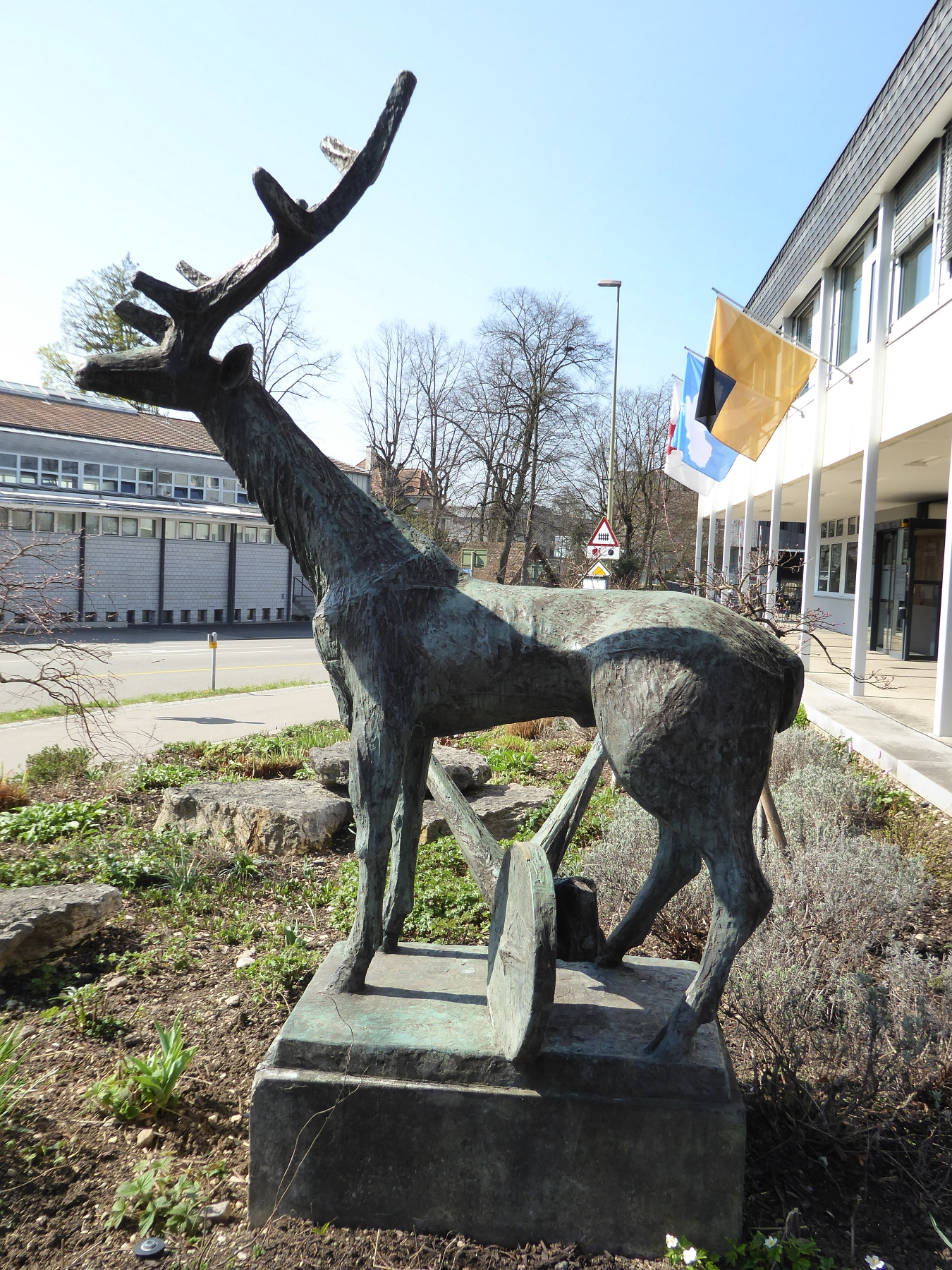
Hirsch 1965. Gemeindeverwaltung Therwil

- Hirsch 1965. Gemeindeverwaltung Therwil 1980: Grosse Mondleiter, Theaterplatz, Basel[9][10]
- 1982: Skulpturengruppe, vor dem Eingang der Baloise in der Nähe des Bahnhofs SBB in Basel[11]
- 1985: Steintor, Bethesda Spitalpark, Basel
- 1990: Grosser Steinbuch, Allschwil
- 1999: Heugumper, Kalkstein, Gemeindeverwaltung Schönenbuch[12]

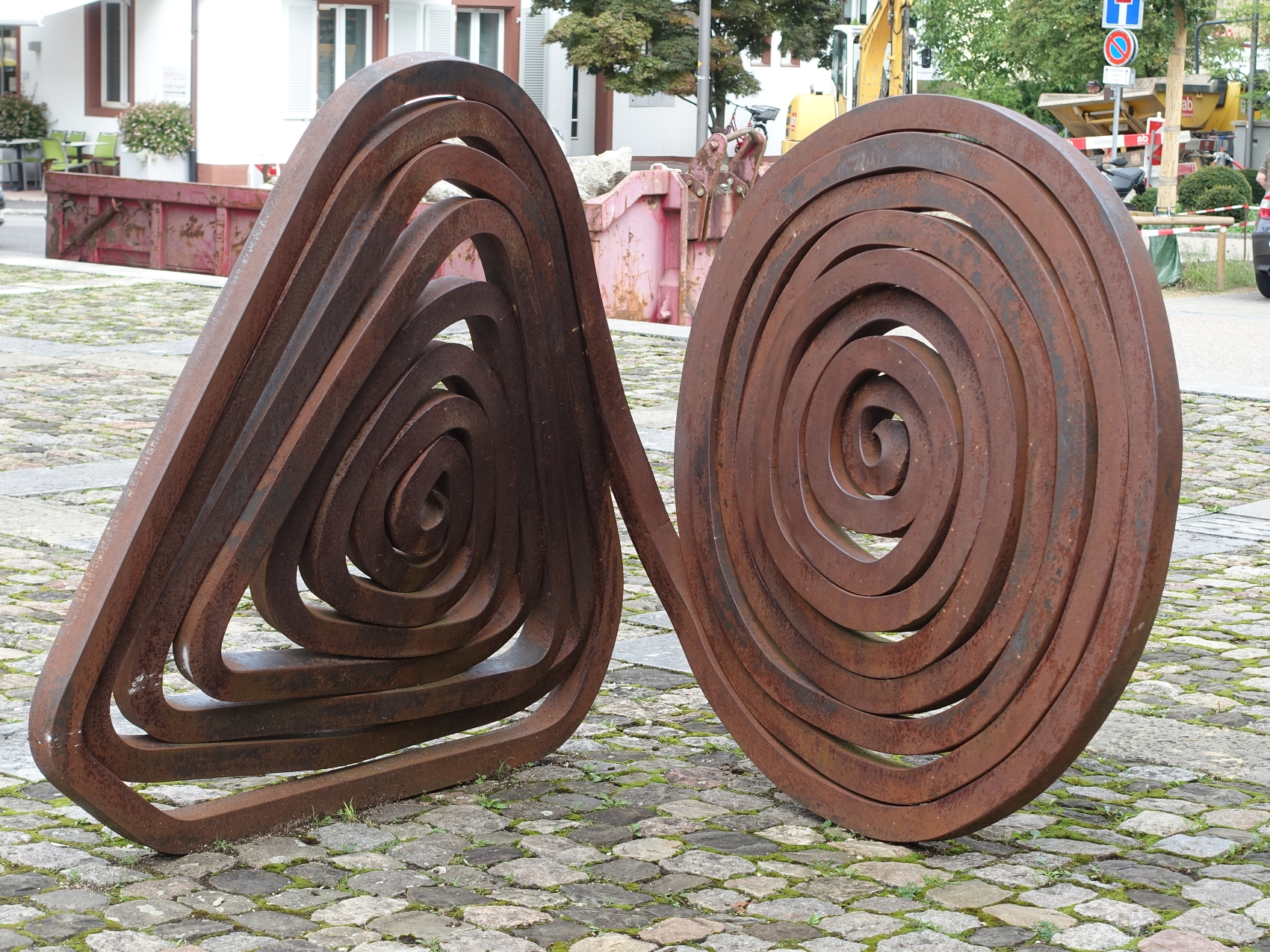
2006: Alpha & Omega, Kapuzinerkloster Dornach
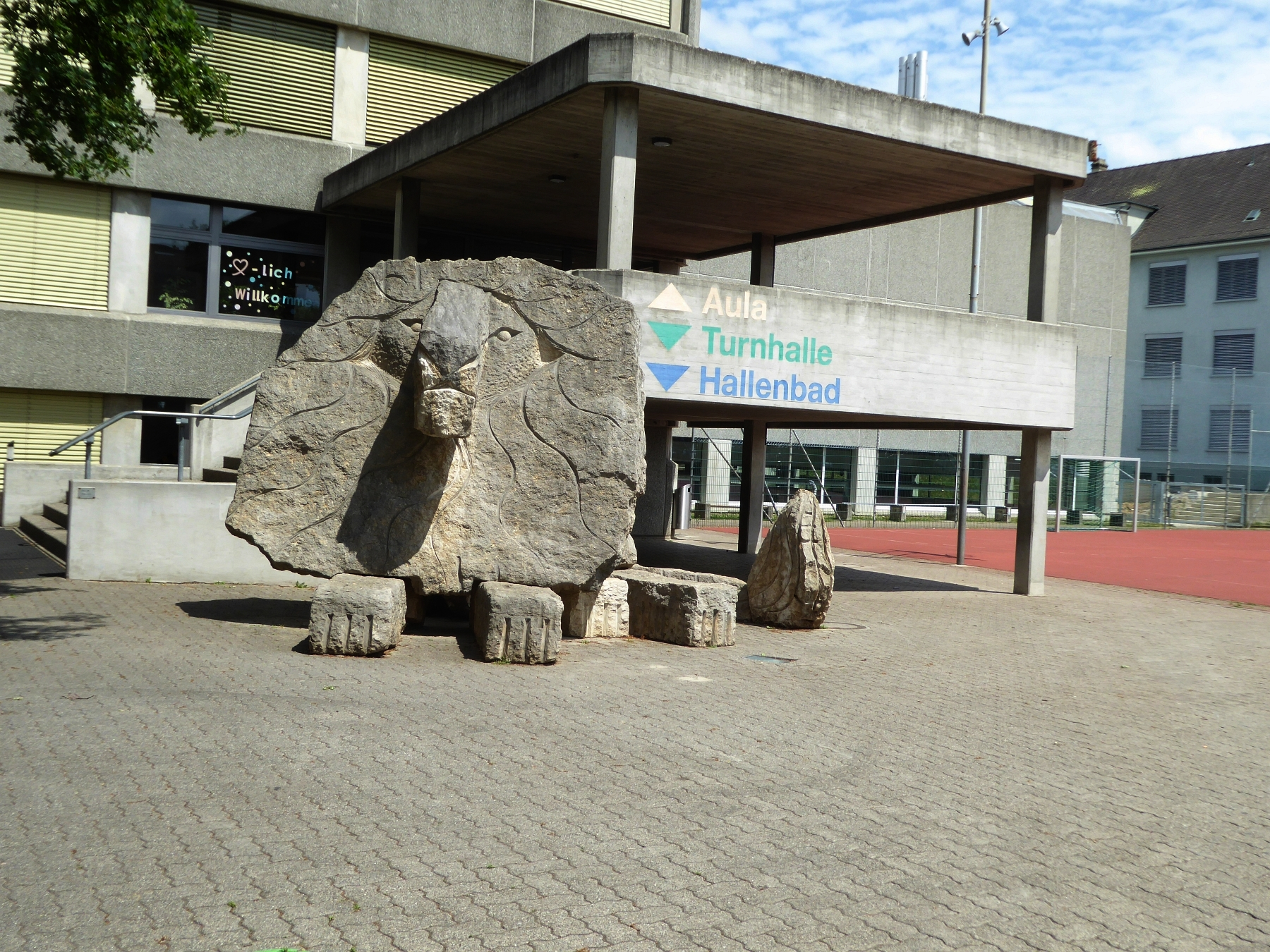
Löwe, 1998. Schulhaus Neuallschwil, Allschwil
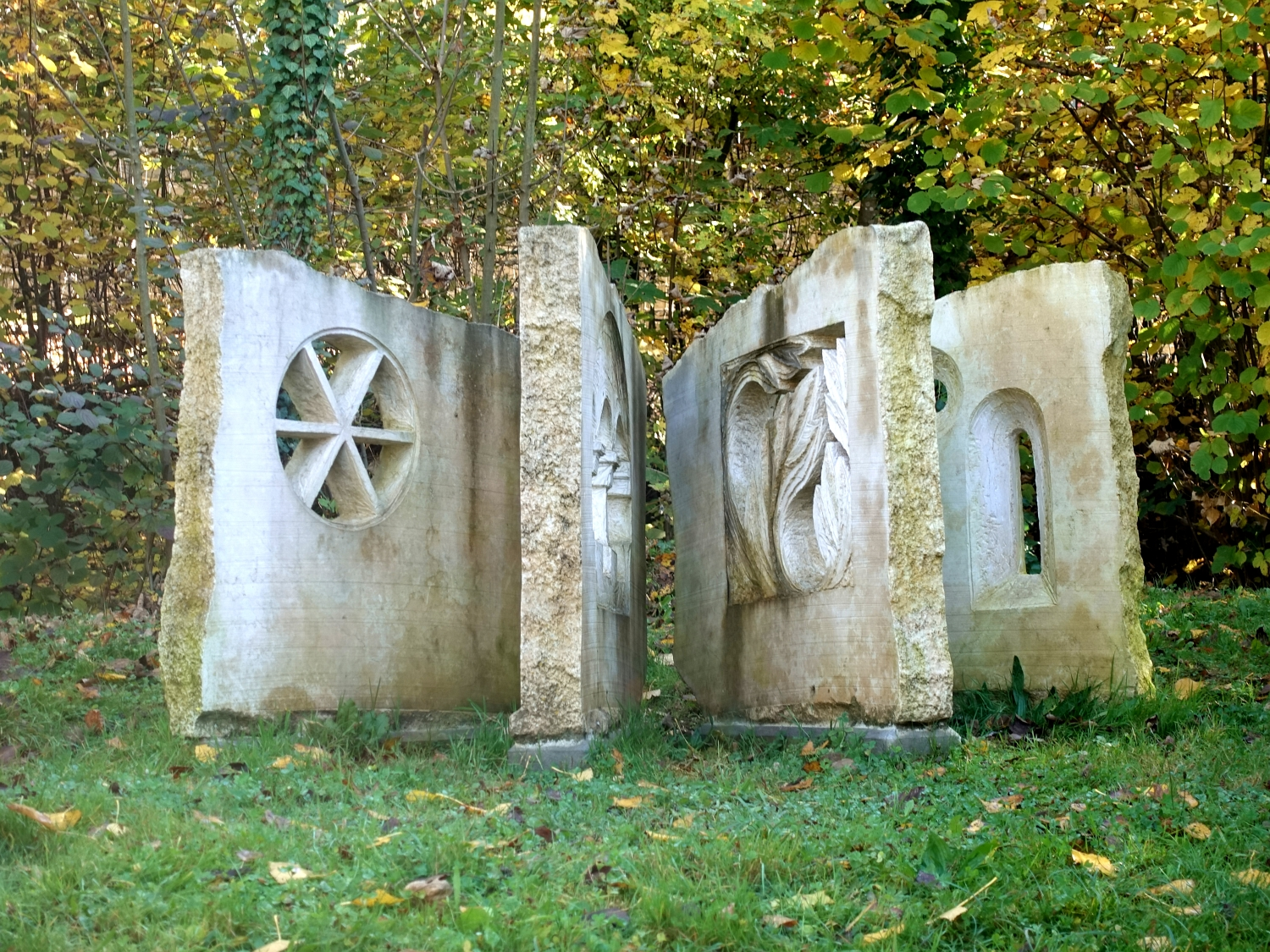
Grosser Steinbuch, 1990. Allschwil
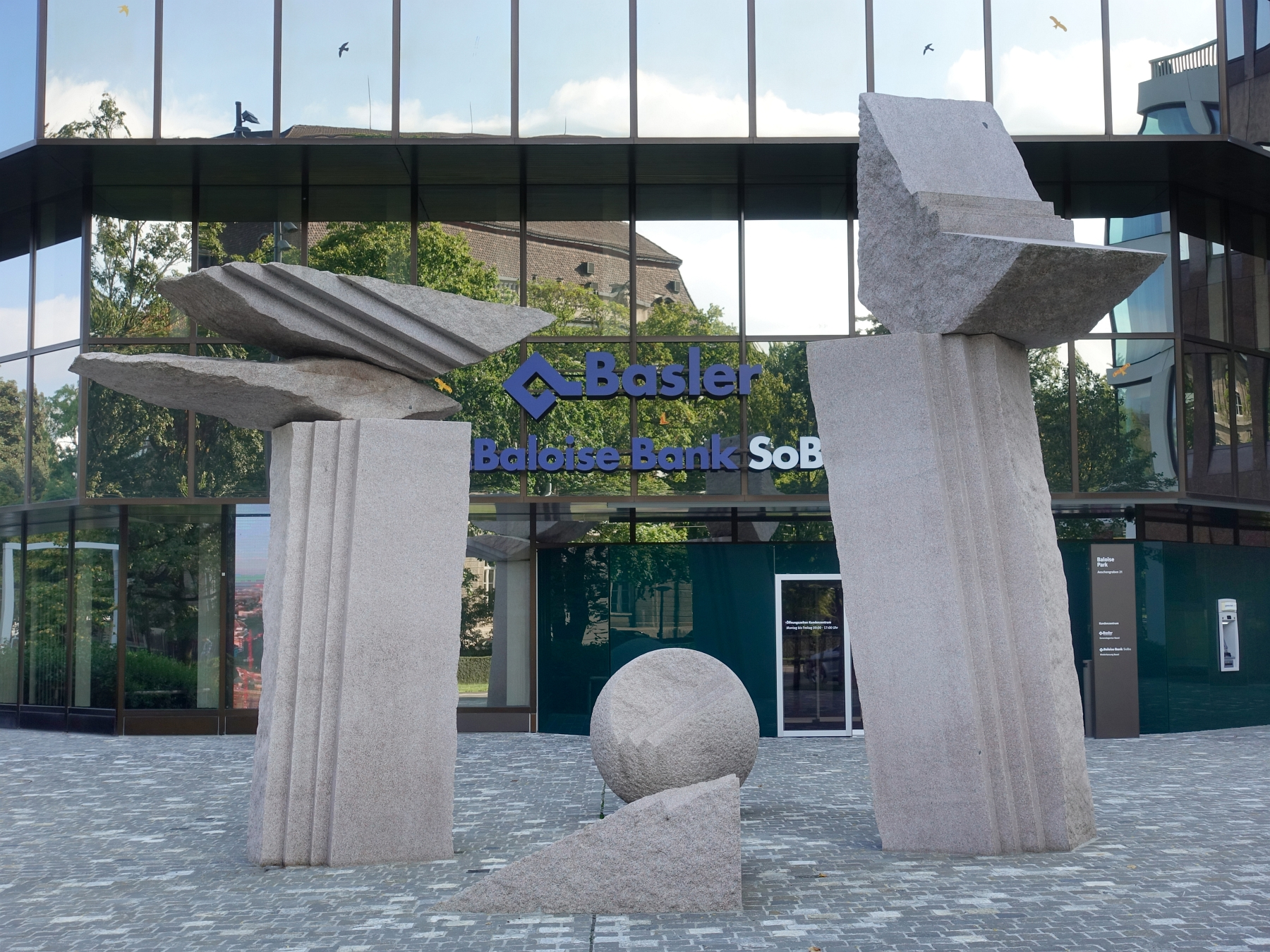
Skulpturengruppe, 1982/1983. Aeschengraben, Basel
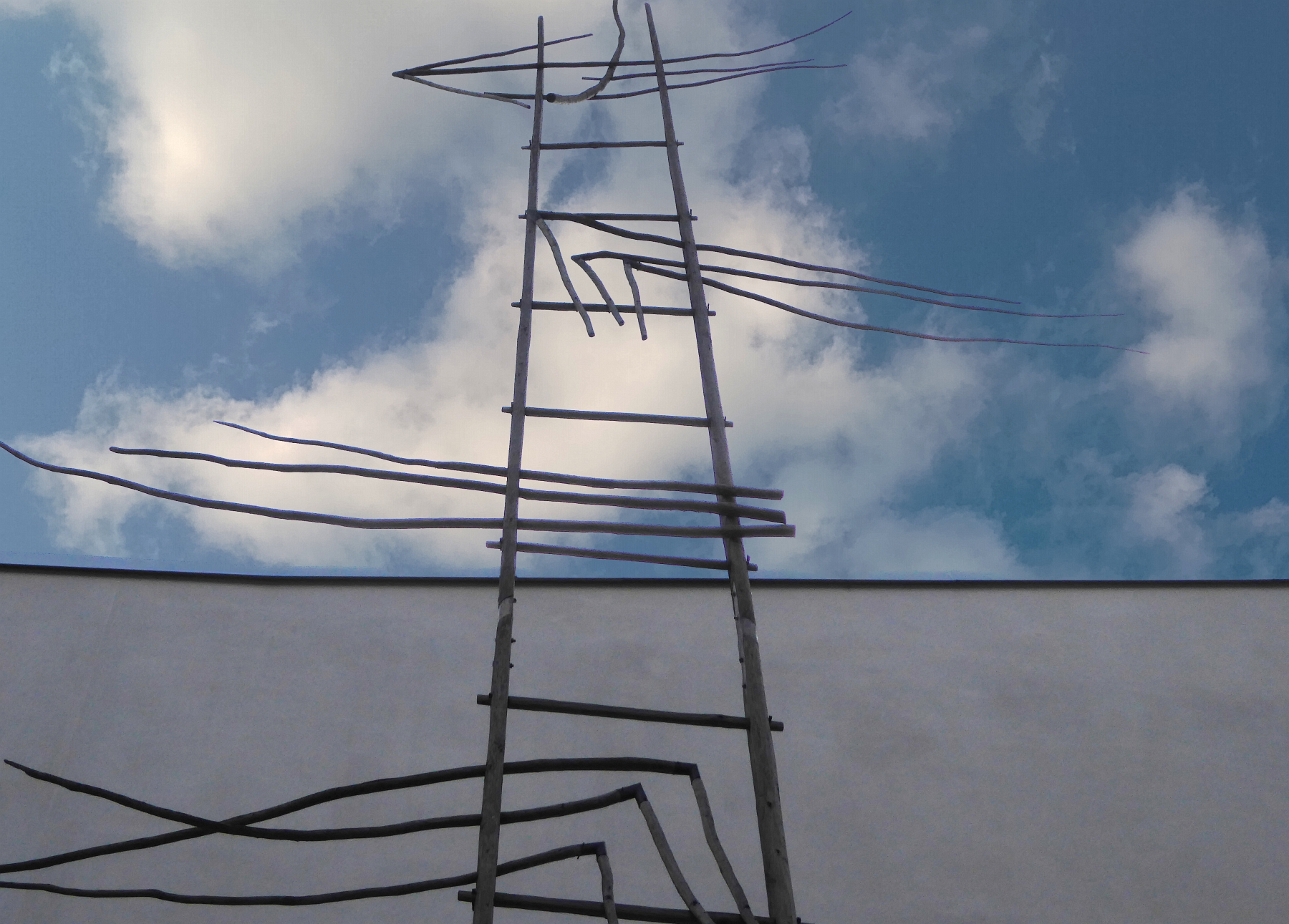
Grosse Mondleiter, 1980. Theaterplatz, Basel
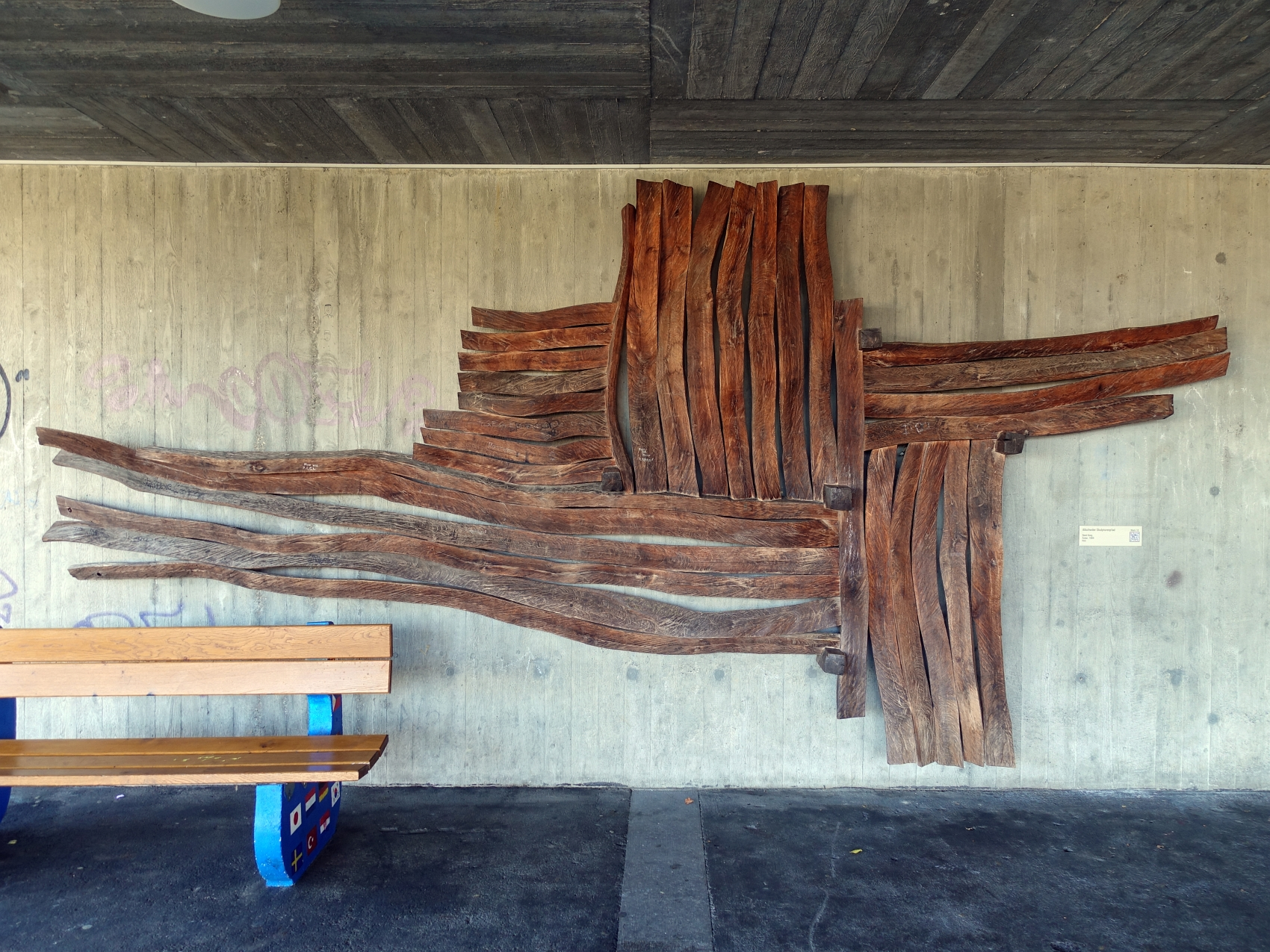
Holzrelief, Äcker 1968. Primarschule Allschwil

- 2009: Tor, Friedhof Schönenbuch[13]